# Aleuron philampeloides
Aleuron philampeloides är en fjärilsart som beskrevs av Felder 1874. Aleuron philampeloides ingår i släktet Aleuron och familjen svärmare. Inga underarter finns listade i Catalogue of Life.